# Fabio Lavagno
Fabio Lavagno (Casale Monferrato, 2 marzo 1977) è un politico italiano.

## Biografia
Frequenta il liceo classico Balbo a Casale Monferrato, dove aderisce alla Sinistra Giovanile del PDS e partecipa in associazioni culturali, gruppi teatrali e compie studi al conservatorio.
Nel 2001 consegue la Laurea in Lingue e Letterature Orientali (Cinese) presso l'università Ca' Foscari di Venezia, dopo studi di approfondimento storico alla Sorbona di Parigi.
Nel 2004 è eletto nel consiglio comunale di Casale Monferrato con i Democratici di Sinistra e viene nominato assessore con deleghe alla pubblica istruzione, servizi sociali, lavoro e politiche giovanili. Nei Democratici di Sinistra è stato segretario cittadino, membro della segreteria di federazione provinciale di Alessandria e dell'assemblea regionale piemontese. Allo scioglimento del partito segue Fabio Mussi in Sinistra Democratica. Nel 2008 diventa vicepresidente dell'A.T.O. delle acque del biellese, vercellese e casalese, cui segue la rielezione in consiglio comunale a Casale nel 2009.
Il 25 febbraio 2013 viene eletto alla Camera da capolista di Sinistra Ecologia Libertà nel collegio del Piemonte II. Svolge la propria attività parlamentare nella commissione finanze, nella commissione bicamerale per la semplificazione e in quella sul Caso Moro, in cui è stato l'unico membro ad esprimere voto contrario alla relazione finale e su cui ha scritto un libro assieme a Vladimiro Satta: Moro, l'inchiesta senza finale.
Il 24 giugno 2014 lascia il gruppo di SEL per entrare nel Gruppo misto, insieme ad altri deputati fuoriusciti dal partito di Vendola e partecipa alla costruzione dell'associazione e della componente Libertà e Diritti - Socialisti Europei. Dal 17 novembre successivo entra a far parte del gruppo del Partito Democratico.
Nel marzo 2018 conclude il proprio mandato parlamentare; in seguito svolge un periodo di perfezionamento linguistico in cinese nell’ambito del Huayu Enrichement Scholarship presso Università nazionale normale di Taiwan a Taipei.
Nel 2019 viene rieletto consigliere comunale di Casale Monferrato, risultando il più votato della lista del Partito Democratico.
È professore di lingue e si occupa di questioni di attualità riferite alla Cina pubblicando articoli divulgativi su Pandora Rivista e di carattere accademico sulla politica cinese.

## Opere
- Con Vladimiro Satta, Moro: l'inchiesta senza finale, Edup, Roma 2018.

## Pubblicazioni
- Con Maria Elisabetta Lanzone The Xi Jinping’s Era and the Evolution of Chinese Political System. Internal and External Effects, St. Kliment Ohridski University Press · nov 2020
- Con Maria Elisabetta Lanzone Può esistere una democrazia confuciana? La Cina della Nuova Era: soft power, tradizione e innovazione, in Il Pensiero di XI JInpIng e il  ‘Marxismo del XXI Secolo’, Sulla Via del Catai, 2022